# Ceroxylon echinulatum
Ceroxylon echinulatum es una especie de planta fanerógama perteneciente a la familia Arecaceae. Es originaria de Ecuador y Perú, donde se encuentra en la Cordillera de los Andes a una altitud de 1600-2200 metros.

## Descripción
Ceroxylon echinulatum tiene un tallo solitario, que alcanza los 10-25 m de altura, y con 20-30 cm de diámetro, generalmente gris, más raramente blanco con cicatrices negras de las hojas. Las hojas son de 4,5 m de largo; con 75-90 pinnas en cada lado, insertas regularmente en un plano, colgantes, las centrales de 85-105 cm de largo y 3-5 cm de ancho,  con un tomento grueso, de color blanco a marrón claro y ceroso. Las inflorescencias son erectas a arqueadas, curvas en la fruta, de 250 cm de largo, ramificado 3 veces. El fruto es globoso, de 1-2 cm de diámetro, finamente verrugoso, verde, volviéndose de color naranja-rojo en la madurez.

## Taxonomía
Ceroxylon echinulatum fue descrita por Gloria Galeano Garcés y publicado en Caldasia 17(82–85): 399. 1995.
Etimología
Ceroxylon: nombre genérico compuesto de las palabras griegas: kèròs = "cera" y xγlon = "madera",  en referencia a la gruesa cera blanca que se encuentra en los troncos.
echinulatum: epíteto latíno
Sinonimia
- Ceroxylon alpinum subsp. ecuadorense Galeano.[5][6]

## Nombre común
- Ramito, palma de ramo, palma real, pumbo (Ecuador).[7]